# Anticomunismo
Anticomunismo é um movimento político e ideológico contrário ao comunismo. Tem sido proeminente em movimentos de resistência contra o comunismo sob estados socialistas governados por partidos comunistas ao longo da história. O anticomunismo organizado se desenvolveu após a Revolução de Outubro de 1917 na Rússia e alcançou dimensões mundiais durante a Guerra Fria, quando os Estados Unidos e a União Soviética travaram uma rivalidade intensa. O anticomunismo tem sido um elemento de movimentos que sustentam muitas posições políticas diferentes, incluindo conservadorismo, fascismo, liberalismo, nacionalismo e social-democracia, bem como pontos de vista anarquistas ou libertários e até socialistas e anti-stalinistas de esquerda.
A primeira organização que foi especificamente dedicada à oposição ao comunismo foi o Movimento Branco russo que lutou na Guerra Civil Russa contra o governo bolchevique estabelecido recentemente. O Movimento Branco foi militarmente apoiado por vários governos estrangeiros aliados que representaram a primeira instância do anticomunismo como política governamental. No entanto, o Exército Vermelho derrotou o Movimento Branco e em 1922, foi criada a União Soviética. Durante a existência da União Soviética, o anticomunismo se tornou uma característica importante de muitos movimentos políticos e governos diferentes em todo o mundo. Durante as décadas de 1920 e 1930, a oposição ao comunismo na Europa foi promovida por conservadores, fascistas, liberais e social-democratas. Os governos fascistas ganharam destaque como principais oponentes do comunismo na década de 1930 e fundaram o Pacto Anticomintern em 1936 como uma aliança anticomunista. Na Ásia, o Império do Japão e o Kuomintang (o Partido Nacionalista Chinês) foram as principais forças anticomunistas durante este período.
Após a Segunda Guerra Mundial, o fascismo deixou de ser um movimento político importante devido à derrota das potências do Eixo. Os Aliados vitoriosos eram uma coalizão internacional liderada principalmente pelos Estados Unidos, Reino Unido e União Soviética, mas depois da guerra essa aliança rapidamente se dividiu em dois campos opostos, a saber, um bloco comunista liderado pela União Soviética e um bloco capitalista liderado pelos Estados Unidos. A rivalidade entre os dois lados veio a ser conhecida como Guerra Fria. Durante este período, o governo dos Estados Unidos desempenhou um papel de liderança no apoio ao anticomunismo mundial como parte de sua política de contenção. Houve numerosos conflitos militares entre comunistas e anticomunistas em várias partes do mundo, incluindo a Guerra Civil Chinesa, a Guerra da Coréia, a Guerra do Vietnã, a Guerra Soviético-Afegã, a Guerrilha do Araguaia e a Operação Condor. A Organização do Tratado do Atlântico Norte (OTAN) foi fundada como uma aliança militar anticomunista em 1949 e atuou durante a Guerra Fria.
Com as Revoluções de 1989 e a dissolução da União Soviética em 1991, a maioria dos governos comunistas do mundo foi derrubada e a Guerra Fria terminou. No entanto, o anticomunismo continua sendo um importante elemento intelectual de muitos movimentos políticos contemporâneos e o anticomunismo organizado é um fator na oposição doméstica que existe em vários graus na República Popular da China e em outros países governados por partidos comunistas. As críticas ao anticomunismo e os relatos da repressão política e do desenvolvimento econômico sob o regime comunista são diversas.

## Divisões

### Anticomunismo liberal

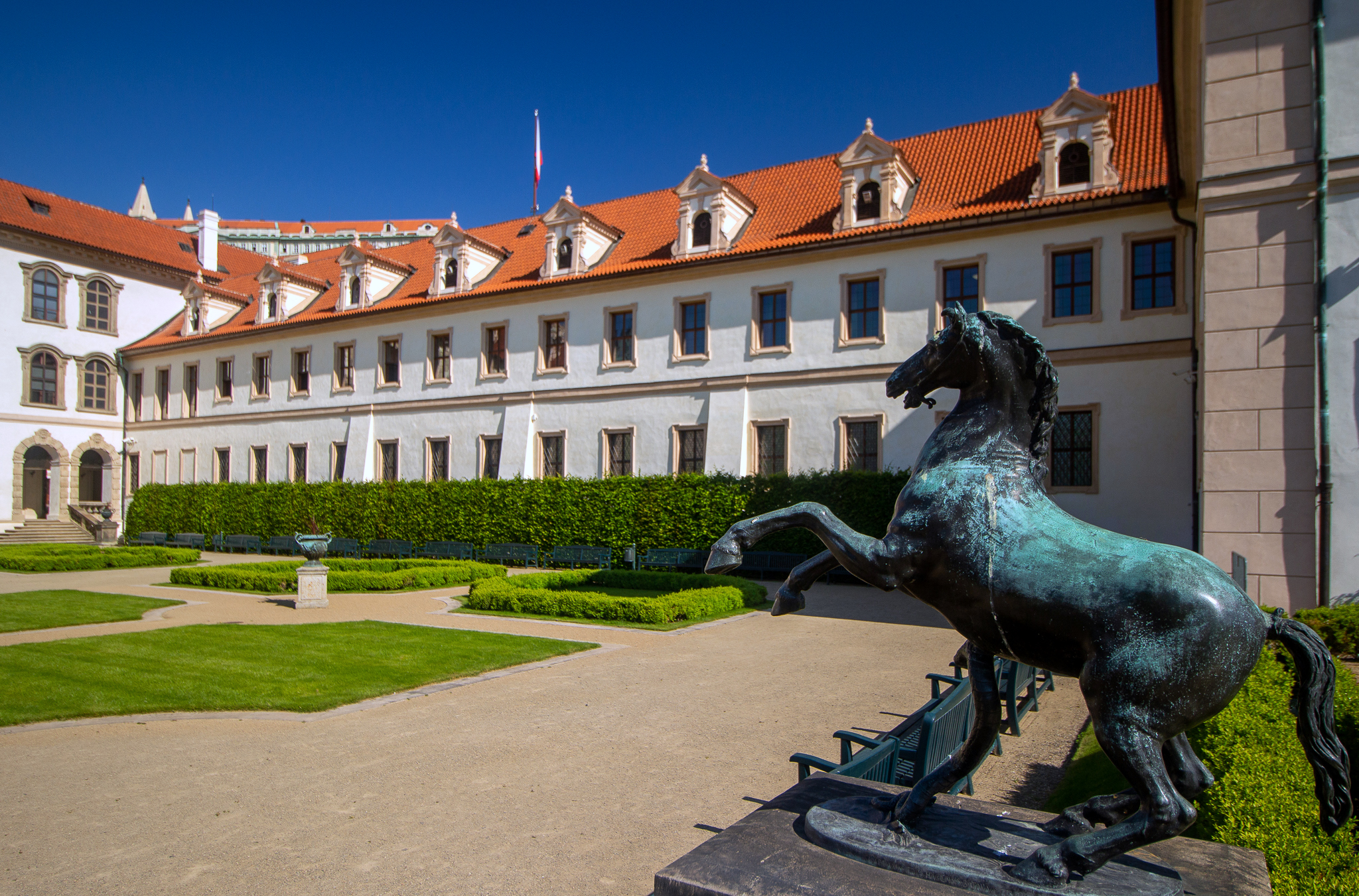
Palácio de Wallenstein, sede do senado da República Tcheca, onde foi assinada em 3 de junho de 2008, a Declaração de Praga sobre Consciência Europeia e Comunismo.

Políticos e intelectuais liberais condenaram a Revolução de Outubro e combateram os partidos comunistas, a quem acusavam de autoritarismo. Economistas filiados ao Liberalismo económico, como Hayek, Mises e Milton Friedman desenvolveram uma crítica teórica ao socialismo em geral, afirmando que qualquer política de justiça social e nacionalização de riquezas é uma ameaça à liberdade individual e prejudicial à eficiência econômica e tecnológica. O livre mercado, segundo os liberais, é o único sistema econômico compatível com a liberdade humana e com a moralidade. Os liberais vão mais longe, condenando toda redistribuição de riquezas como coercitiva. Por esta razão, os liberais opõem-se a toda a esquerda política, e não apenas aos partidos comunistas. Na Argentina e no Chile, as ditaduras militares de extrema-direita continuaram o liberalismo econômico, embora rejeitassem o liberalismo democrático.

### Anticomunismo na Igreja Católica
O Magistério da Igreja Católica sempre condenou oficialmente qualquer forma de comunismo, porque o comunismo nunca poderá ser compatível com a Doutrina Católica. Em 1846, na encíclica Qui pluribus, o Papa Pio IX afirmou que o comunismo é "sumamente contrária ao próprio direito natural, a qual, uma vez admitida, levaria à subversão radical dos direitos, das coisas, das propriedades de todos e da própria sociedade humana." Em 1878, na encíclica Quod Apostolici muneris, o Papa Leão XIII disse que o comunismo é uma "peste mortífera, que invade a medula da sociedade humana e a conduz a um perigo extremo"; assim como Papa João Paulo II foi um duro crítico do comunismo. As posições anticomunistas dos Papas foram levadas a cabo na Itália pela Democracia Cristã (DC), o partido centrista fundado por Alcide De Gasperi em 1943, que dominou a política italiana durante quase cinquenta anos, até à sua dissolução em 1993, impedindo o Partido Comunista Italiano (PCI) de chegar ao poder.
Em 1891, na encíclica Rerum Novarum, o Papa Leão XIII defendeu que:
| “ | A teoria marxista da propriedade colectiva deve absolutamente repudiar-se como prejudicial àqueles membros a que se quer socorrer, contrária aos direitos naturais dos indivíduos, como desnaturando as funções do Estado e perturbando a tranquilidade pública. | ” |

Em 1931, na encíclica Quadragesimo Anno, o Papa Pio XI comentou que:
| “ | O socialismo quer se considere como doutrina, quer como facto histórico, ou como «acção», se é verdadeiro socialismo, [...] não pode conciliar-se com a doutrina católica; pois concebe a sociedade de modo completamente avesso à verdade cristã. [...] E se este erro, como todos os mais, encerra algo de verdade, o que os Sumos Pontífices nunca negaram, funda-se contudo numa própria concepção da sociedade humana, diametralmente oposta à verdadeira doutrina católica. Socialismo religioso, socialismo católico são termos contraditórios: ninguém pode ser ao mesmo tempo bom católico e verdadeiro socialista. | ” |

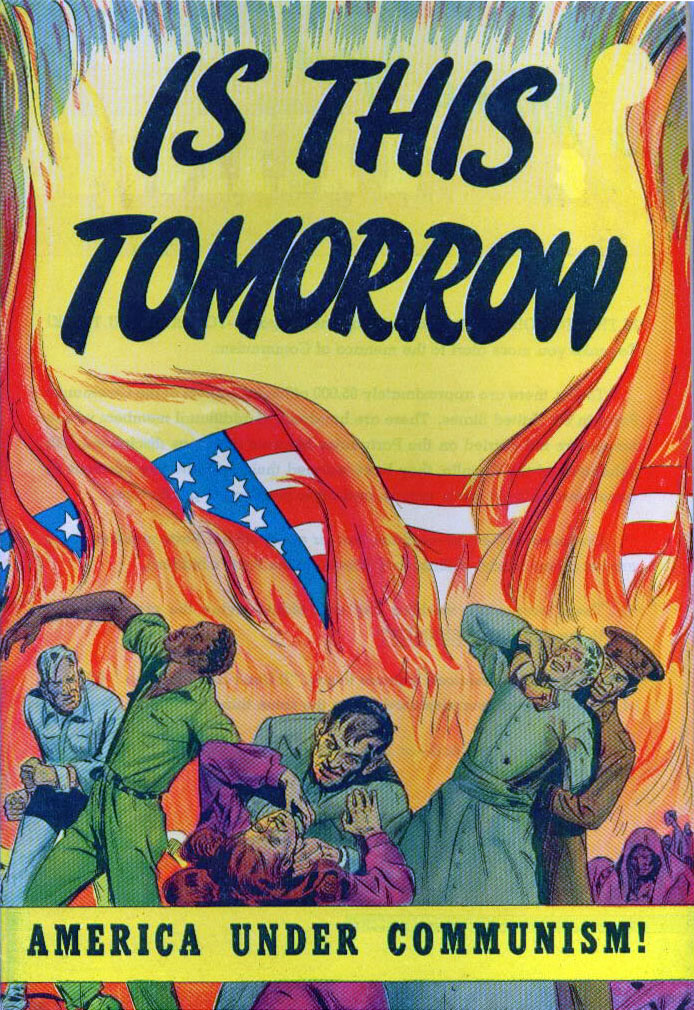
revista em quadrinhos publicada em 1947 pela editora estadunidense Catholic Catechetical Guild Educational Society

Em 1937, na encíclica Divini Redemptoris, o Papa Pio XI criticou os bolchevistas e ateus que pregavam que o comunismo era o:
| “ | Novo «evangelho» e mensagem salvadora de redenção! Sistema cheio de erros e sofismas, igualmente oposto à revelação divina e à razão humana; sistema que, por destruir os fundamentos da sociedade, subverte a ordem social, que não reconhece a verdadeira origem, natureza e fim do Estado; que rejeita enfim e nega os direitos, a dignidade e a liberdade da pessoa humana. | ” |

Em 1949, o Santo Ofício, com a aprovação do Papa Pio XII, emitiu o decreto contra o comunismo, que reafirmou que todos os católicos que fossem comunistas eram automaticamente excomungados, porque eram apóstatas da fé católica.
Em 1961, na encíclica Mater et Magistra, o Papa João XXIII reafirmou que:
| “ | Entre comunismo e cristianismo, [...] a oposição é radical, e acrescenta não se poder admitir de maneira alguma que os católicos adiram ao socialismo moderado: quer porque ele foi construído sobre uma concepção da vida fechada no temporal, com o bem-estar como objetivo supremo da sociedade; quer porque fomenta uma organização social da vida comum tendo a produção como fim único, não sem grave prejuízo da liberdade humana; quer ainda porque lhe falta todo o princípio de verdadeira autoridade social. | ” |

Em 1991, na encíclica Centesimus Annus, o Papa João Paulo II, actualizando os princípios da Rerum Novarum, salientou que:
| “ | O erro fundamental do socialismo é de carácter antropológico. De facto, ele considera cada homem simplesmente como um elemento e uma molécula do organismo social, de tal modo que o bem do indivíduo aparece totalmente subordinado ao funcionamento do mecanismo económico-social, enquanto, por outro lado, defende que esse mesmo bem se pode realizar prescindindo da livre opção, da sua única e exclusiva decisão responsável em face do bem ou do mal. O homem é reduzido a uma série de relações sociais, e desaparece o conceito de pessoa como sujeito autónomo de decisão moral, que constrói, através dessa decisão, o ordenamento social. Desta errada concepção da pessoa, deriva a distorção do direito, que define o âmbito do exercício da liberdade, bem como a oposição à propriedade privada. [...] Se se questiona ulteriormente onde nasce aquela errada concepção da natureza da pessoa e da subjectividade da sociedade, é necessário responder que a sua causa primeira é o ateísmo. [...] O referido ateísmo está, aliás, estritamente conexo com o racionalismo iluminístico, que concebe a realidade humana e social do homem, de maneira mecanicista. | ” |

O Catecismo da Igreja Católica, publicado em 1992, reafirma que "A Igreja rejeitou as ideologias totalitárias e ateias associadas, nos tempos modernos, ao 'comunismo' ou ao 'socialismo'."

### Anticomunismo de extrema-direita
O anticomunismo era uma das bandeiras dos movimentos e regimes fascistas e salafistas, sendo estes vistos muitas vezes como uma reação ao crescimento dos movimentos socialistas e comunistas.
Os fascistas justificavam seu anticomunismo como uma forma de defender a propriedade privada, a religião, o nacionalismo e a ordem social contra o internacionalismo, o ateísmo e a socialização dos meios de produção, defendidas pelos movimentos e teorias socialistas. O líder dos nazistas alemães, Adolf Hitler, alegava ainda que havia uma conspiração judaico-marxista internacional, e atribuía aos judeus tanto o marxismo dos partidos comunistas, socialistas e social-democratas, quanto o liberalismo. O anticomunismo de Hitler, portanto, mesclava-se com o preconceito antissemita e racista:
| “ | A doutrina judaica do marxismo repele o princípio aristocrático na natureza. Contra o privilégio eterno do poder e da força do indivíduo levanta o poder das massas e o peso-morto do número. Nega o valor do indivíduo, combate a importância das nacionalidades e das raças, anulando assim na humanidade a razão de sua existência e de sua cultura. Por essa maneira de encarar o universo, conduziria a humanidade a abandonar qualquer noção de ordem. E como nesse grande organismo, só o caos poderia resultar da aplicação desses princípios, a ruína seria o desfecho final para todos os habitantes da Terra. | ” |

Com a chegada de Hitler ao poder, em 1933, os militantes de esquerda (comunistas, socialistas, anarquistas e social-democratas) foram duramente reprimidos, muitos deles presos, torturados e escravizados nos campos de concentração. No Brasil, o integralismo adotou as práticas do fascismo europeu, incluindo o seu anticomunismo. 
Após a derrota do III Reich, no contexto da Guerra Fria, o governo dos Estados Unidos adotou uma política externa de apoio a movimentos regimes de extrema-direita, considerados aliados na luta contra o "comunismo ateu internacional". Para justificar essas medidas, foi elaborada a Doutrina de Segurança Nacional, ensinada na Escola das Américas a militares latino-americanos, e reelaborada, no Brasil, por Golbery do Couto e Silva. Existiram grupos paramilitares como a AAB (Aliança Anticomunista Brasileira) e o CCC (Comando de Caça aos Comunistas). Uma das consequências dessa política foi a Operação Condor, programa multinacional secreto de extermínio da esquerda latino-americana, elaborado pelas ditaduras militares sul-americanas em parceria com o governo estadunidense.
Nos Estados Unidos, a Ku Klux Klan adotou o anticomunismo, mesclando-o com as suas doutrinas racistas e fundamentalistas, e o macartismo da década de 1950 lançou uma campanha de repressão contra milhares de indivíduos acusados de comunistas. Na década de 1970, o neoconservadorismo, em reação à Nova Esquerda, incorporam o neoliberalismo à agenda política tradicional da extrema-direita estadunidense.
Em 2011, na Noruega, Anders Behring Breivik realizou diversos atentados terroristas contra prédios governo e militantes do partido governante, acusados pelo terrorista de serem agentes de uma conspiração islâmica-marxista para destruir as culturas nacionais europeias. Muitos apontaram a enorme semelhança entre as crenças de Breivik e o discurso xenófobo e racista de vários políticos europeus. Um militante da Front National francesa chegou a elogiar as ideias de Breivik, dizendo discordar apenas do uso do terrorismo político para alcançar seus objetivos.

### Esquerda anticomunista

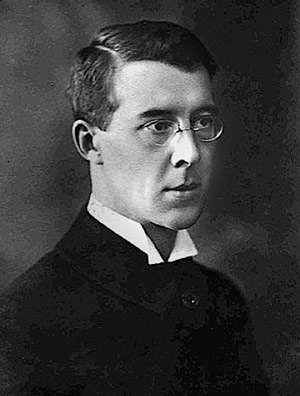
Pitirim Sorokin, ex-membro do Partido Socialista Revolucionário da Rússia, definiu o comunismo como "a praga do homem."

Desde a divisão dos partidos comunistas dos socialista na Segunda Internacional, os socialistas democráticos e os social-democratas têm estado em conflito com o comunismo criticando-o por sua natureza antidemocrática. Exemplos de críticos de esquerda aos partidos comunistas, são Max Shachtman, George Orwell, Bayard Rustin, e Irving Howe, que era profundamente crítico dos abusos do capitalismo mas era ainda mais repelido pelo totalitarismo de esquerda na União Soviética, Cuba ou noutro local.
| “ | A classe trabalhadora foi derrotada e esquerda revolucionária esmagada por comunistas. É lamentável "que tão poucas pessoas na Inglaterra ainda não perceberam o fato de que o comunismo é hoje uma força contrarrevolucionária, que os comunistas em todos os lugares estão em aliança com o reformismo burguês e usando toda as suas máquinas poderosas para esmagar ou desacreditar qualquer partido que mostre sinais de tendências revolucionárias. | ” |

### Anarquistas
Embora alguns anarquistas se descrevem como comunistas, praticamente todos os anarquistas criticam os Estados e os partidos comunistas autoritários. Eles argumentam que os conceitos marxistas, como a ditadura do proletariado e a propriedade pelo Estado dos meio de produção são anátema para o anarquismo. Alguns anarquistas criticam o comunismo a partir de um individualista ponto de vista.
O anarquista Mikhail Bakunin debateu com Karl Marx na Primeira Internacional, argumentando que o Estado marxista é outra forma de opressão. Ele detestava a ideia de um partido governando as massas sem consultá-las.
Ele também rejeitou fortemente o conceito marxista de "ditadura do proletariado", por manter o poder concentrado no estado.
| “ | Eles [os marxistas] defendem que nada além de uma ditadura - a ditadura deles, é claro - pode criar o desejo das pessoas, enquanto nossa resposta para isso é: Nenhuma ditadura pode ter qualquer outro objetivo para além de sua autoperpetuação, ela pode apenas levar à escravidão o povo que tolerá-la; a liberdade só pode ser criada através da liberdade, isto é, por uma rebelião universal de parte das pessoas e organização livre das multidões de trabalhadores de baixo para cima. | ” |
|   | — Mikhail Bakunin, Estadismo e Anarquismo. |   |

Os anarquistas inicialmente participaram da revolução de 1917 como um exemplo dos trabalhadores tomando o poder para si. No entanto, após a Revolução de Outubro, tornou-se evidente que os bolcheviques e os anarquistas tinham ideias muito diferentes.
A anarquista Emma Goldman, deportada dos Estados Unidos para a Rússia em 1919, era inicialmente entusiasmada com a revolução, mas ficou muito decepcionada, e escreveu seu livro Minha Desilusão na Rússia criticando o autoritarismo do governo soviete.
O  anarquista Peter Kropotkin, proferiu crítica mordaz ao bolchevique observando, em 1920: "Isto enterra a revolução, os bolcheviques mostraram como a revolução não deve ser feita; com autoritarismo  no lugar de métodos libertários".
Diversos jornalistas e escritores anarquistas cubanos como Frank Fernández criticaram o governo comunista de Fidel Castro pela destruição da liberdade pessoal e pela criação de uma ditadura militar pior que a de Batista, com um imenso sistema repressivo, capaz de violências e assassinatos para continuar no poder e que enganou e torturou prisioneiros políticos mais selvagemente que o anterior.
Muitos anarquistas lutaram contra os comunistas russos, espanhóis e gregos, sendo muitos mortos ou executados após serem feitos prisioneiros por eles, como Lev Chernyi, Simon Karetnik e Constantinos Speras ou simplesmente como Camillo Berneri que durante as jornadas de Maio em Barcelona, esquadrões de Partido Comunista da Espanha saíram às ruas para caçar os líderes anarquistas, Berneri foi arrastado de sua casa e assassinado.

### Ex-comunistas

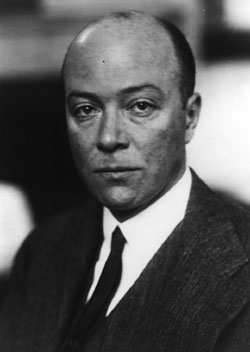
William Christian Bullitt, Jr Primeiro embaixador dos Estados Unidos na União Soviética. Inicialmente simpatizante do comunismo, tornou-se anticomunista.

Muitos ex-comunistas transformaram-se em anticomunistas: Mikhail Gorbachev passou de comunista para social-democrata. Milovan Đilas, foi um político e escritor comunista na ex-jugoslava e que se tornou um proeminente dissidente e crítico do comunismo. Leszek Kołakowski foi um comunista polonês que se tornou um famoso anticomunista. Ele foi mais conhecido por suas análises críticas do pensamento marxista, especialmente a sua aclamada história em três volumes, "Principais Correntes do Marxismo", que é considerado por alguns como um dos livros mais importantes sobre a teoria política do século XX. The God That Failed é um livro de 1949 que recolhe seis ensaios com os testemunhos de uma série de famosos ex-comunistas, que eram escritores e jornalistas. O tema comum dos ensaios é a desilusão dos autores e ao abandono do comunismo.
Outros anticomunistas que eram marxistas incluem os escritores Max Eastman, John Dos Passos, James Burnham, Sidney Hook, Louis Fischer, André Gide, Arthur Koestler, a escritora portuguesa Zita Seabra e Richard Nathaniel Wright.

## História do anticomunismo
A ideologia conservadora de Joseph de Maistre, desde o século XIX, adotou uma oposição de princípio ao ateísmo, secularismo, racionalismo, revolução, hedonismo, democracia e socialismo, considerados pelos conservadores como produtos nefastos do Iluminismo. Os conservadores acreditam que a crítica racional à religião, à tradição e ao absolutismo produz apenas a dissolução da família, da moral, da propriedade privada e da ordem social e política. Contra isso, advogam o princípio da autoridade hierárquica. Os movimentos socialistas, comunistas e social-democratas foram alvos de críticas semelhantes. O político e escritor nazista Alfred Rosenberg criou a ideia de revolução conservadora.

### Guerra Fria
Nas décadas subsequentes à Segunda Guerra Mundial, a política externa dos EUA assumiu explicitamente sua posição anticomunista, especialmente na presidência de Ronald Reagan, ainda que, nestes anos, jamais tenham cessado os diálogos diplomáticos entre este país e a URSS.
O anticomunismo nas igrejas protestantes norte-americanas teve como um de seus principais representantes o evangelista Billy Sunday que, em certa oportunidade, defendeu o fuzilamento de comunistas.
O conservador Pat Robertson também pode ser considerado anticomunista. Alguns analistas entendem que a origem desse sentimento residiria no fato de que o protestantismo foi duramente perseguido durante os regimes comunistas do Leste Europeu. Isso aconteceu, por exemplo, com o pastor romeno Richard Wurmbrand e com refugiados batistas e menonitas que fugiram da antiga União Soviética. O grupo anticomunista John Birch Society foi assim nomeado em homenagem ao missionário cristão John Birch (1918-1945), assassinado por comunistas chineses.

### No Brasil
Alguns setores da Igreja Católica e movimentos afiliados (como a Tradição, Família e Propriedade) tiveram papel importante no repúdio ao comunismo no Brasil, principalmente nos anos pós-Segunda Guerra Mundial, respaldados pelo Decreto contra o Comunismo, promulgado em meados década de 40 pela Santa Sé.
No âmbito literário Gustavo Corção, José Guilherme Merquior e Nelson Rodrigues se destacaram dentre os que fizeram oposição ao comunismo. O escritor, colunista e ex-comunista Olavo de Carvalho é considerado um notório anticomunista. Alguns outros jornalistas engajados na crítica ao comunismo são Reinaldo Azevedo, Diogo Mainardi, Percival Puggina e  Felipe Moura Brasil. Ainda no jornalismo, o colunista Paulo Francis foi um grande expoente do conservadorismo e um dos mais fortes intelectuais anticomunistas do Brasil. Entre os políticos, o economista Roberto Campos foi um importante anticomunista.

#### Ala militar
No país, há um forte apelo da ala militar contra o comunismo, alegando que o país foi salvo por eles de se tornar comunista em 1964 com a implementação da ditadura militar, com base principalmente em supostos relatos do ex-coronel do Exército Carlos Alberto Brilhante Ustra, condenado por tortura e ex-chefe do DOI-CODI durante a ditadura. No entanto, segundo o historiador Rodrigo Patto Sá Motta, doutor em história pela USP e professor do Departamento de História da UFMG, o Brasil nunca esteve perto do comunismo, nem mesmo em 1964, ano de início da ditadura no Brasil. Numa entrevista, afirmou:
| “                        | Se o regime político instaurado em 1964 era popular e tinha apoio majoritário da população, por que diabos necessitou de mecanismos autoritários para se manter no poder? Consideremos por um momento, apenas para construir raciocínio hipotético, que havia séria ameaça comunista e a intervenção militar visava defender a democracia contra o totalitarismo (reitero que considero tais argumentos sem fundamento). Se assim fosse, qual a justificativa, então, para terem instalado uma ditadura e se aboletarem no poder durante duas décadas? Porque não entregaram o poder aos civis depois de derrotada a “ameaça”? | ” |
| — Rodrigo Patto Sá Motta | |   |

O historiador afirma ainda que a ideia de dizer que houve tais ameaça seria para intensificar uma campanha de grupos de direita em defesa daquele período e de dar legitimidade a um governo comandado por militares. Em outro trecho, afirma:
| “ | ...a grande imprensa e outras instituições fizeram forte barragem discursiva em favor da queda de Goulart, em que mobilizaram à exaustão o tema do perigo vermelho (comunistas) para incrementar o clima de pânico. O certo é que ao sair dos quartéis as Forças Armadas desequilibraram a situação e promoveram a derrubada de Goulart, por isso seu papel foi essencial no golpe. | ” |

O comunismo também sofre resistências como a do atual presidente da república Jair Bolsonaro, ao dizer em uma entrevista que quer "varrer os comunistas do Brasil", e também do seu filho, o deputado Eduardo Bolsonaro, que criou um projeto de lei que visa criminalizar o comunismo no Brasil.

## Críticas
Alguns acadêmicos ocidentais argumentam que as narrativas anticomunistas exageraram a extensão da repressão política e da censura em estados sob regime comunista. Alguns, como Albert Szymanski, fazem uma comparação entre o tratamento de dissidentes anticomunistas na União Soviética após a morte de Stálin e o tratamento de dissidentes nos Estados Unidos durante o período do macarthismo, alegando que "no todo, parece que o nível de repressão na União Soviética no período de 1955 a 1980 estava aproximadamente no mesmo nível que nos Estados Unidos durante os anos de McCarthy (1947-1956)".
Mark Aarons afirma que regimes autoritários de direita e ditaduras apoiadas por potências ocidentais cometeram atrocidades e assassinatos em massa que rivalizam com o mundo comunista, citando exemplos como o massacre na Indonésia de 1965-66 e as mortes associadas à Operação Condor em toda a América do Sul. Escrevendo na revista Current Affairs em outubro de 2017, o editor-chefe Nathan J. Robinson postula que se "as atrocidades soviéticas indiciam o socialismo", então "a crença consistente e baseada em princípios" sustentaria que "o apoio dos Estados Unidos à morte de 500 000 comunistas indonésios acusa a democracia capitalista americana".
Em seu livro de 2012 The Communist Horizon, a filósofa política estadunidense Jodi Dean argumenta que duas décadas após a dissolução da União Soviética, o anticomunismo persiste no cenário político contemporâneo e é adotado por todos os lados do espectro político, incluindo conservadores, liberais e social-democratas. Ela diz que existe um duplo padrão em como o comunismo e o capitalismo são percebidos na consciência popular. Os piores excessos do capitalismo, incluindo escravidão, desemprego, desigualdade econômica, aquecimento global, barões ladrões, guerras e imperialismo, a Grande Depressão e a Grande Recessão, são frequentemente minimizados e isso permite que a história do capitalismo seja mais dinâmica e matizada. Em contraste, o comunismo é muitas vezes equiparado apenas à União Soviética (experimentos comunistas no Leste Europeu, América Latina, África e Ásia são frequentemente ignorados) e, então, apenas os vinte e seis anos de governo de Stalin, com forte ênfase nos gulags, expurgos e fomes e quase nenhuma consideração pela modernização da economia, os sucessos da ciência soviética (como o programa espacial soviético) ou o aumento do padrão de vida para a sociedade outrora predominantemente agrária. O colapso da União Soviética é, portanto, visto como a prova de que o comunismo não pode funcionar. Isso permite que todas as críticas da esquerda aos excessos do capitalismo neoliberal sejam silenciadas, pois as alternativas irão supostamente resultar inevitavelmente em ineficiência econômica e autoritarismo violento.
Como um exemplo desse duplo padrão, o crítico social Noam Chomsky afirmou em sua crítica ao Livro Negro do Comunismo ao delinear a pesquisa do economista Amartya Sen sobre a fome que, embora as instituições democráticas da Índia evitassem a fome, seu excesso de mortalidade sobre a China comunista - potencialmente atribuível a distribuição mais igualitária do último de recursos médicos e outros - foi, no entanto, perto de quatro milhões por ano nos anos sem fome. Como resultado, Chomsky argumentou que "supondo que agora apliquemos a metodologia do Livro Negro à Índia, o experimento 'capitalista' democrático teria causado mais mortes do que em toda a história [...] do comunismo em toda parte desde 1917: mais de 100 milhões de mortes em 1979, e dezenas de milhões mais desde então, somente na Índia”.
Outros acadêmicos e jornalistas como Kristen Ghodsee e Seumas Milne afirmam que na era pós-Guerra Fria, quaisquer narrativas que incluam as conquistas do comunismo são frequentemente ignoradas, enquanto aquelas que se concentram exclusivamente nos crimes de Stálin e outros líderes comunistas são ampliadas (ver: Crimes contra a humanidade sob regimes comunistas). Ambos alegam que isso é feito em parte para silenciar qualquer crítica ao capitalismo mundial. Michael Parenti afirma que os regimes comunistas, por mais falhos que tenham sido, desempenharam um papel em "moderar os piores impulsos do capitalismo e do imperialismo ocidental" e castiga os anticomunistas de esquerda em particular por não terem entendido isso na era pós-Guerra Fria, os interesses comerciais ocidentais "não são mais restringidos por um sistema concorrente" e agora "recuperam os muitos ganhos que os trabalhadores do Ocidente conquistaram ao longo dos anos". Parenti acrescenta que “alguns deles ainda não entenderam”.

## Galeria

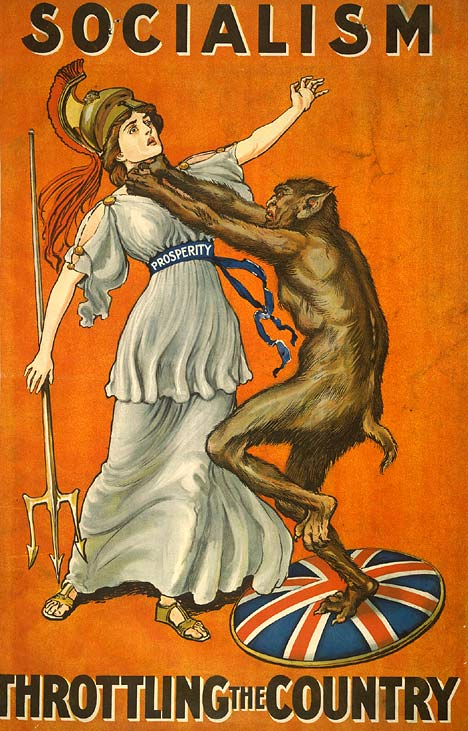
Cartaz do Partido Conservador do Reino Unido mostrando o socialismo como a Besta estrangulando a Britânia (1909).
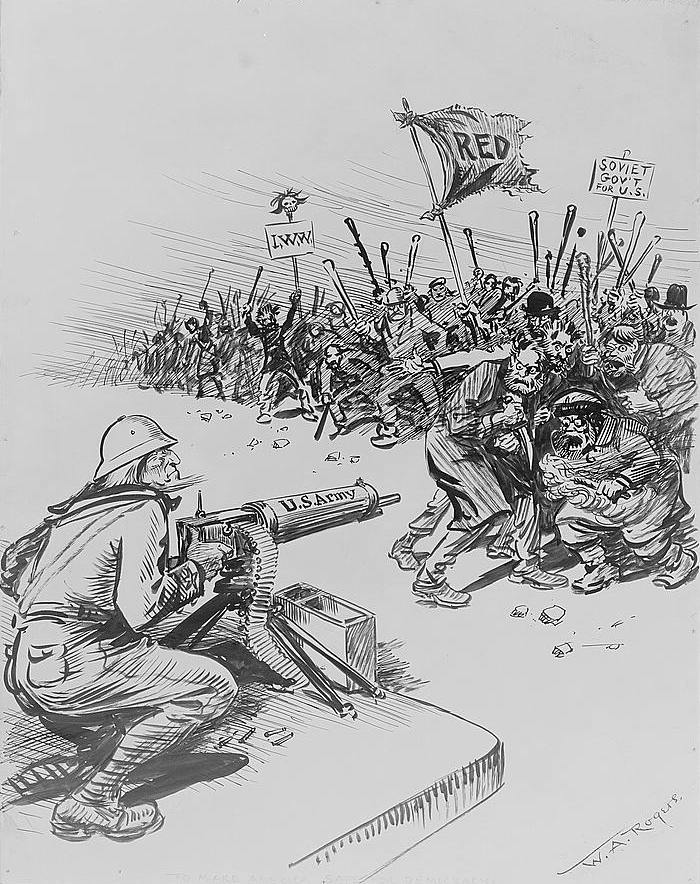
Propaganda anticomunista estadunidense (jornal New York Herald, 17 de Outubro de 1919).
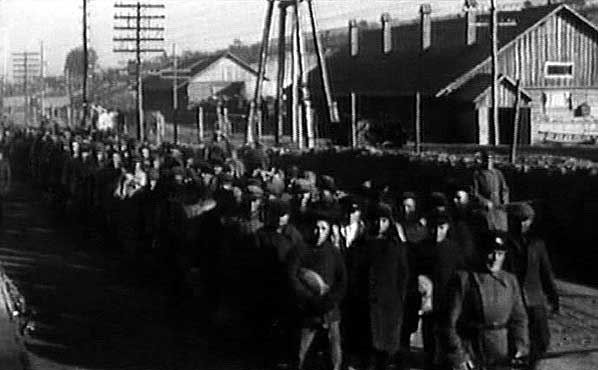
Prisioneiros do gulag de Dmitlag, situado próximo da cidade de Dmitrov, que trabalharam construção do canal de Moscou (c. 1932).
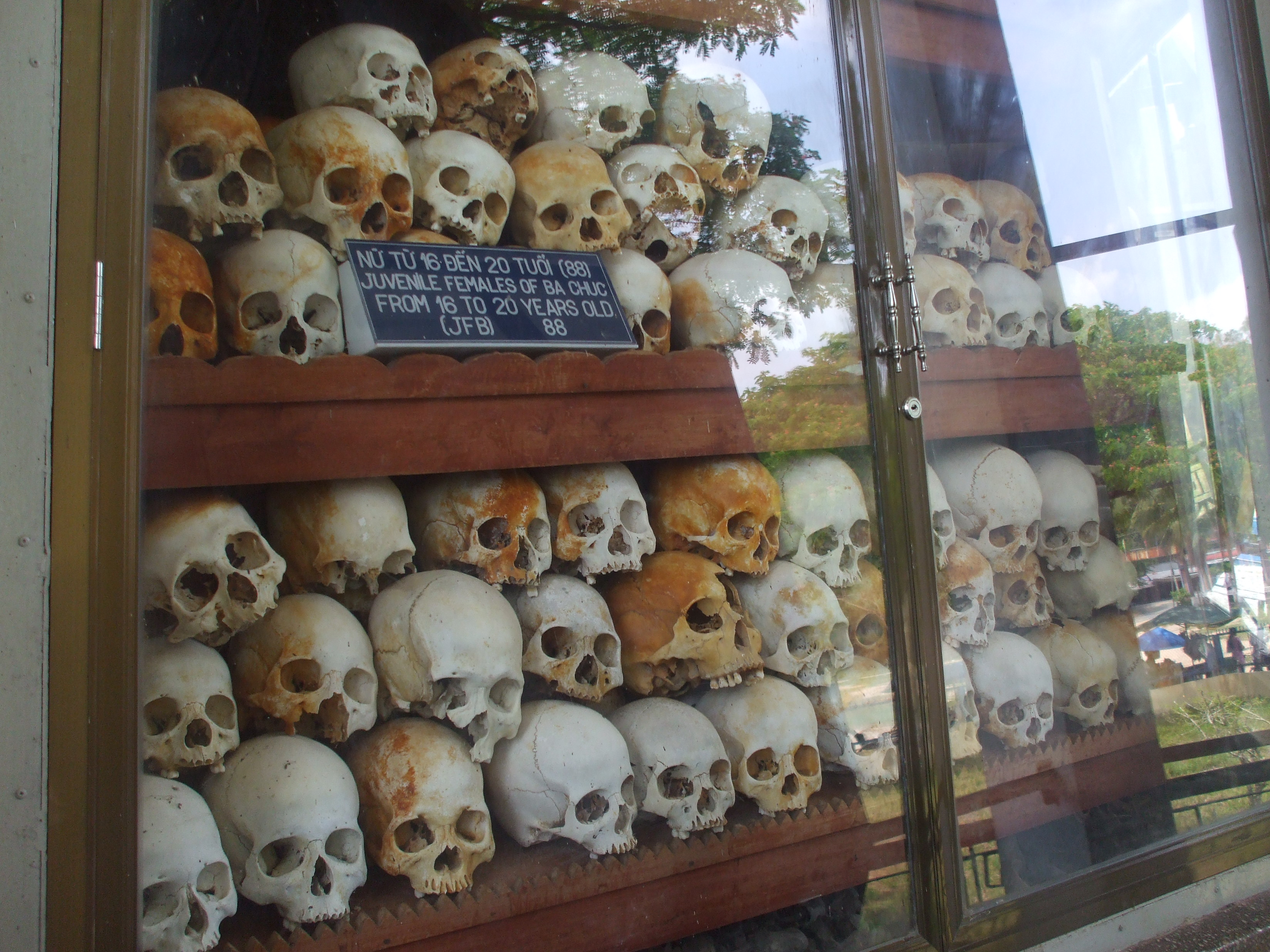
Crânios do Massacre de Ba Chúc (Vietnã, 18 de Abril de 1978) (ver: Assassinatos em massa sob regimes comunistas).
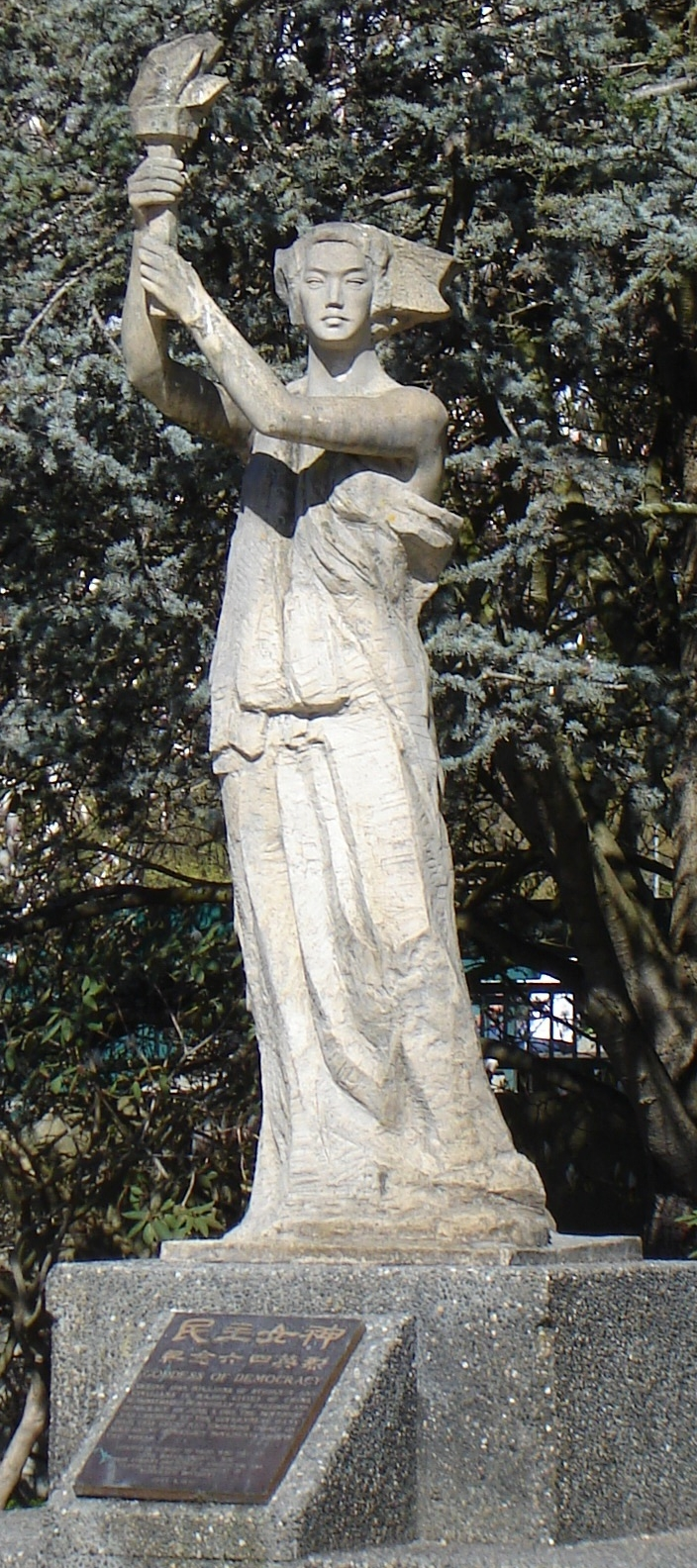
Réplica da Deusa da Democracia, símbolo do protesto na Praça da Paz Celestial em 1989, na Universidade da Colúmbia Britânica.
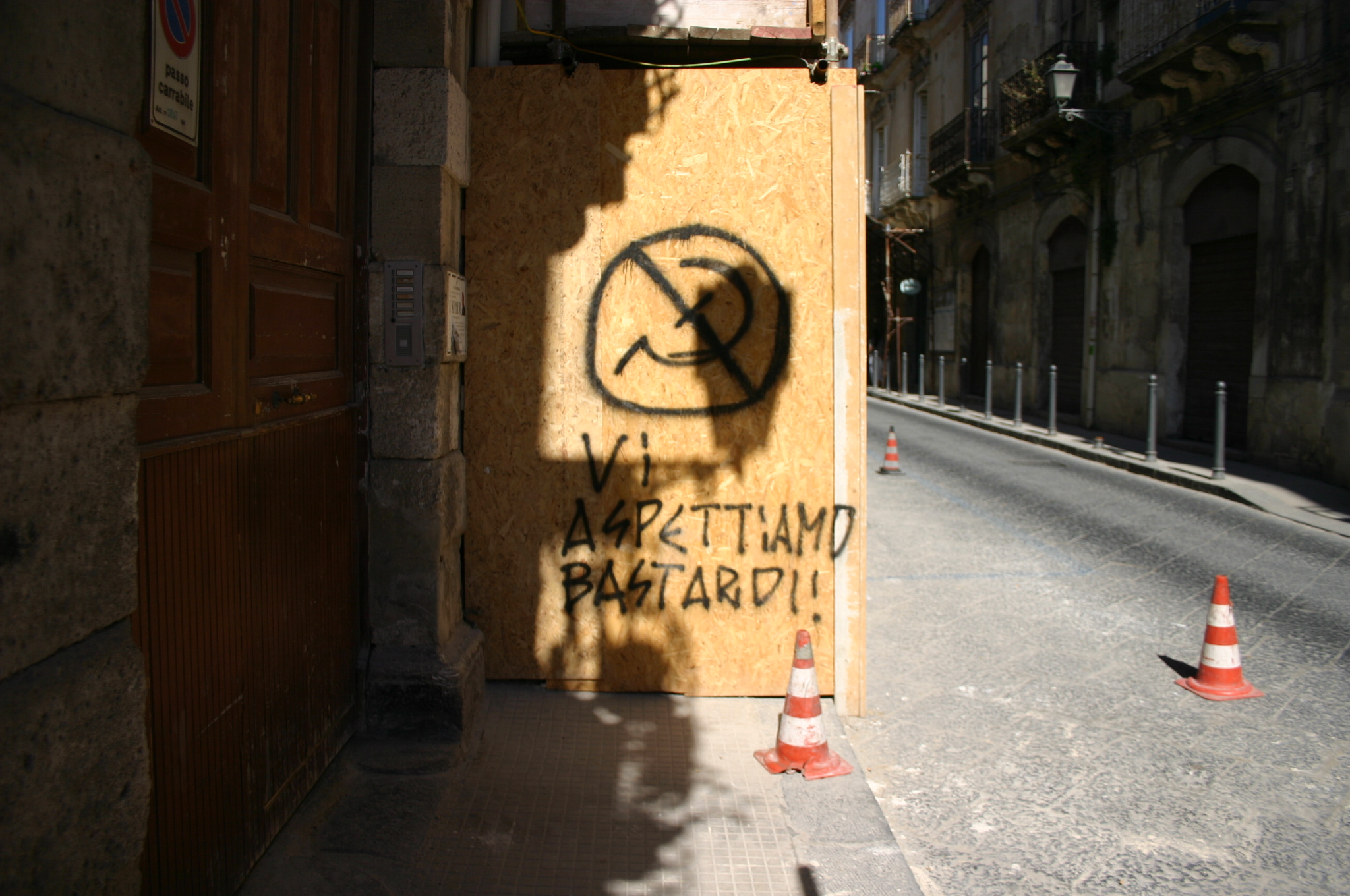
Grafite anticomunista (Siracusa, Itália, 2008).
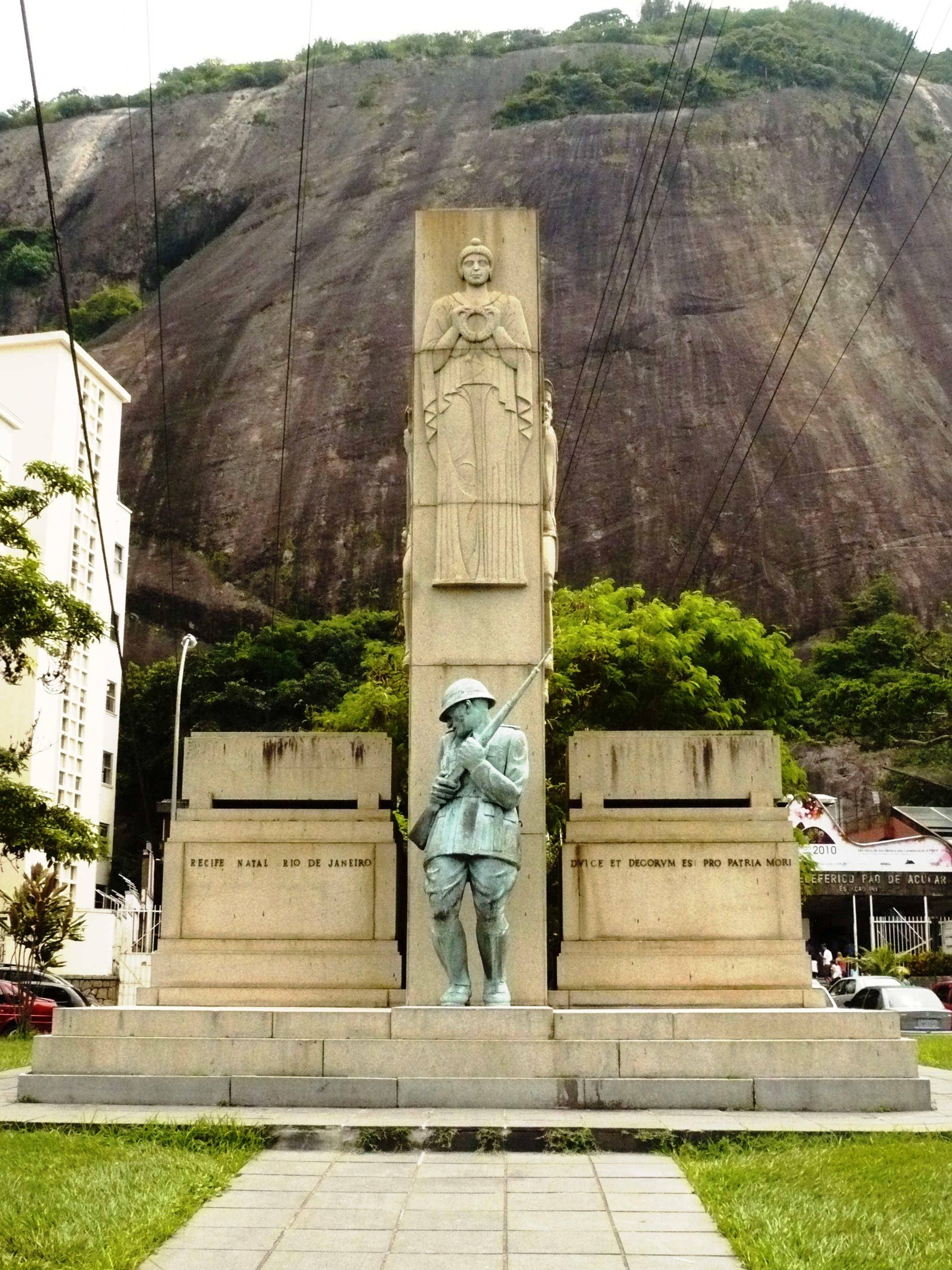
Monumento aos soldados mortos na Intentona Comunista de 1935 (Praia Vermelha, Rio de Janeiro.
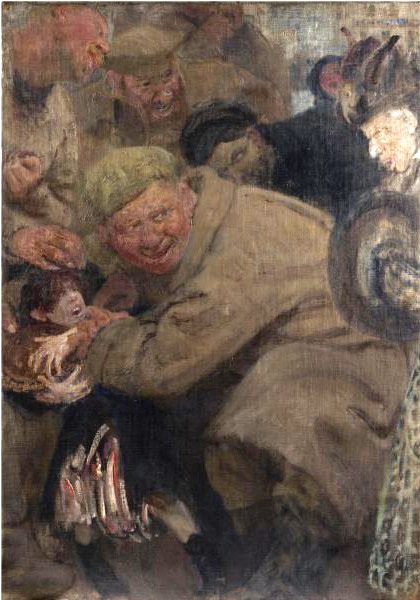
Bolcheviques, pintura de Ilia Repin de 1918 mostrando um soldado do Exército Vermelho tirando pão de uma criança.